# Irvineia voltae
Irvineia voltae е вид лъчеперка от семейство Schilbeidae. Видът е застрашен от изчезване.

## Разпространение
Разпространен е в Гана.